# 布爾瓦利 (伊利諾伊州)
布爾瓦利（英語：Bull Valley）是位於美國伊利諾伊州麥克亨利縣的一個村落。

## 地理
布爾瓦利的座標為42°18′58″N 88°22′01″W / 42.31611°N 88.36694°W，而該地最高點為海拔高度281米（即922英尺）。

## 人口
根據2010年美國人口普查的數據，布爾瓦利的面積為24.11平方千米，當中陸地面積為24.08平方千米，而水域面積為0.03平方千米。當地共有人口1077人，而人口密度為每平方千米44人。